# Drávaiványi
Drávaiványi là một thị trấn thuộc hạt Baranya, Hungary. Thị trấn này có diện tích 11,01 km², dân số năm 2010 là 209 người, mật độ 19 người/km².